# 坎帕納 (加利福尼亞州)
坎帕納（英語：Campana）是位於美國加利福尼亞州埃爾多拉多縣的一個非建制地區。該地的面積和人口皆未知。

## 地理
坎帕納的座標為38°53′03″N 120°31′14″W / 38.88417°N 120.52056°W，而該地的平均海拔高度為1458米（即4783英尺）。